# Alausí (canton)
Alausí est un canton d'Équateur situé dans la province de Chimborazo.